# Calonectria quinqueseptata
Calonectria quinqueseptata är en svampart som beskrevs av Figueiredo & Namek. 1967. Calonectria quinqueseptata ingår i släktet Calonectria och familjen Nectriaceae.   Inga underarter finns listade i Catalogue of Life.